# Eugenia tilarana
Eugenia tilarana är en myrtenväxtart som beskrevs av Barrie. Eugenia tilarana ingår i släktet Eugenia och familjen myrtenväxter.
Artens utbredningsområde är Costa Rica. Inga underarter finns listade i Catalogue of Life.